# Hydroxyketone

α-Hydroxyketon mit Wasserstoffbrückenbindung

Diacetonalkohol, ein β-Hydroxyketon

Hydroxyketone (auch Ketole oder Ketoalkohole genannt) sind organische Verbindungen, die eine Ketogruppe und eine Hydroxygruppe enthalten. Der Positionsabstand wird mit griechischen Buchstaben als Lokant gekennzeichnet. 
- In der Alpha-Position sind die Carbonylgruppe und das Kohlenstoffatom, das die Hydroxygruppe trägt, direkt benachbart. Diese α-Hydroxyketone werden auch Acyloine genannt (z. B. Acetoin oder Benzoin). Eine der möglichen Darstellungsmethoden von Acyloinen ist die Acyloin-Kondensation respektive die Benzoin-Addition. Hierbei ist dann R1 = R2 (die Reste R1 und R2 stehen entweder für ein Alkylrest oder einem Arylrest). Infolge der Ketol-Endiol-Tautomerie sind Acyloine gute Reduktionsmittel.
- In der Beta-Position befindet sich ein weiteres Kohlenstoffatom zwischen den funktionellen Gruppen. β-Hydroxyketone sind u. a. Reaktionsprodukte der Aldoladdition von Ketonen. Hierzu gehört z. B. Diacetonalkohol, der durch Aldoladdition von Aceton entsteht. β-Hydroxyketone neigen dazu, Wasser abzuspalten und dabei α,β-ungesättigte Ketone zu bilden. Aus Diacetonalkohol entsteht so Mesityloxid. Treibende Kraft für diese leicht erfolgende Eliminierung ist die Ausbildung eines konjugierten Elektronensystems.
- Fructose ist (in der offenkettigen Form) ein Beispiel für ein Keton, das gleichzeitig in den α, β, γ- und δ-Positionen Hydroxygruppen trägt.

Bei nahe benachbarten Keto- und Hydroxy-Gruppen kann sich eine intramolekulare Wasserstoffbrückenbindung zwischen diesen ausbilden, wie im Bild des α-Hydroxyketons zu sehen ist.